# AnyDesk
AnyDesk – oprogramowanie narzędziowe umożliwiające zdalne sterowanie systemem operacyjnym poprzez internet.
Narzędzie jest bezpłatne do użytku prywatnego. Umożliwia m.in. zdalne sterowanie urządzeniem za pomocą myszy i klawiatury, przekazywanie zawartości schowka, przeglądanie struktury katalogów oraz przesyłanie plików. Program nie wymaga instalacji na dysku twardym, domyślnie funkcjonuje jako aplikacja przenośna.
Oprogramowanie jest wydawane w wersjach przeznaczonych dla szeregu systemów operacyjnych: Windows, macOS, Linux, Android, iOS, FreeBSD, Raspberry Pi, Chrome OS. Program jest często wykorzystywany w różnego rodzaju oszustwach wymagających zdalnego dostępu do urządzenia.